# Província d'Ogliastra
La província d'Ullastre (en sard, Provìntzia de s'Ogiastra i en italià i oficilament d'Ogliastra) és una antiga província de la regió autònoma de Sardenya dins d'Itàlia. Limitava al sud-oest amb la província de Càller i al nord-oest amb la província de Nuoro. Comptava amb 23 municipis amb una població de 58.389 habitants (el 3,6% de la població sarda) i una extensió de 1.854 km² (el 6,2% del territori sard). Era la província menys poblada d'Itàlia.
Formava part del territori provincial els dos Llacs del Flumendosa i part del massís del Gennargentu.

## Creació i desaparició
Arran de la llei regional n. 9 Arxivat 2009-10-16 a Wayback Machine. del 2001 i altres integracions, es va procedir a efectuar una nova divisió territorial de la Regió Autònoma de Sardenya, que va fer augmentar el nombre de províncies de quatre a vuit. Les modificacions van estar operatives a partir de maig de 2005, quan se celebraren les eleccions per a renovar tots els Consells provincials. La província es formà amb 23 municipis procedents de l'antiga província de Nuoro.

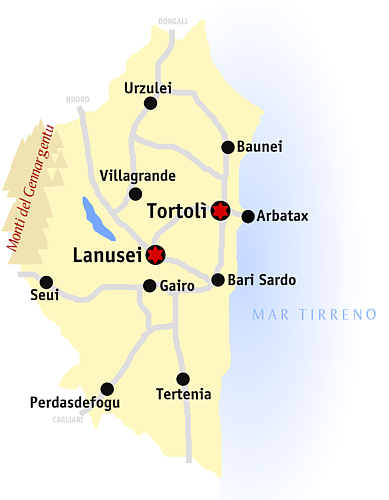
Mapa de la província

La província va desaparèixer al 2016 amb la nova ordenació regional de l'illa de Sardenya. Tots el municipis, excepte Seui que passà a la província de Sardenya del Sud, tornaren a la província de Nuoro.

## Municipis principals
| Pos. | Municipi              | Habitants |
| ---- | --------------------- | --------- |
| 1    | Tortolì               | 10.584    |
| 2    | Lanusei               | 5.716     |
| 3    | Baunei                | 3.886     |
| 4    | Bari Sardo            | 3.871     |
| 5    | Tertenia              | 3.783     |
| 6    | Villagrande Strisaili | 3.697     |